# Bettina Lösch
Bettina Lösch (* 1972) ist eine Politikwissenschaftlerin und Hochschullehrerin am Lehr- und Forschungsbereich Politikwissenschaft, Bildungspolitik und politische Bildung der Humanwissenschaftlichen Fakultät der Universität Köln.

## Leben
Lösch absolvierte zunächst eine Ausbildung zur Reiseverkehrskauffrau (1988–1991). Es folgten ein Grundstudium im Studiengang International Business Administration an der Fachhochschule Wiesbaden (1993–1994) und ein Studium der Wirtschafts-, Sozial- und Rechtswissenschaften an der Hamburger Universität für Wirtschaft und Politik (HWP) von 1994 bis 1998. Sie erhielt ein Promotionsstipendium der Hans-Böckler-Stiftung, und wurde an der HWP im Jahr 2004 zum Dr. rer. pol. promoviert. Sie habilitierte sich über Demokratiebildung und globale Transformationsprozesse. Seit 2020 ist sie  apl. Professorin an der Universität Köln, seit 2011 ist die ebendort Akademische Rätin.
Ihre Forschungsschwerpunkte sind Kritische Politische Bildung, Demokratietheorie sowie Demokratiebildung und Globale Transformationsprozesse und neoliberale Politik.

## Veröffentlichungen (Auswahl)
- mit Yasmine Chehata, Andreas Eis, Stefan Schäfer, Sophie Schmitt, Andreas Thimmel, Jana Trumann und Alexander Wohnig (Hg.): Handbuch kritische politische Bildung. Wochenschau Verlag, Frankfurt/M. 2024, ISBN 978-3-7344-1594-4.
- mit Christoph Butterwegge/Gudrun Hentges (Hg.): Auf dem Weg in eine andere Republik? Neoliberalismus, Standortnationalismus und Rechtspopulismus. Beltz-Juventa, Weinheim 2018, ISBN 978-3-7799-3776-0.
- gemeinsam mit Christoph Butterwegge und Ralf Ptak (Hg.): Kritik des Neoliberalismus. 3. aktualisierte Auflage, Springer VS, Wiesbaden 2017, ISBN 978-3-531-20005-7.
- mit Madeline Doneit und Margit Rodrian-Pfennig (Hg.): Geschlecht ist politisch, Geschlechterreflexive Perspektiven in der politische Bildung. Verlag Barbara Budrich, Opladen/Berlin/Toronto 2016, ISBN 978-3-8474-0651-8.
- mit Ulrich Brand, Benjamin Opratko und Stefan Thimmel (Hrsg.): ABC der Alternativen 2.0. Von Alltagskultur bis Zivilgesellschaft. VSA, Hamburg 2012, ISBN 978-3-89965-500-1.
- mit Gudrun Hentges: Die Vermessung der sozialen Welt. Neoliberalismus – extreme Rechte – Migration im Fokus der Debatte. VS Verlag, Wiesbaden 2011, ISBN 978-3-531-16829-6.
- mit Christoph Butterwegge und Ralf Ptak (Hrsg.): Neoliberalismus. Analysen und Alternativen. VS, Wiesbaden 2008.
- Deliberative Politik. Moderne Konzeptionen von Öffentlichkeit, Demokratie und politischer Partizipation. Westfälisches Dampfboot, Münster 2005, ISBN 978-3-89691-608-2.